# Полимераза

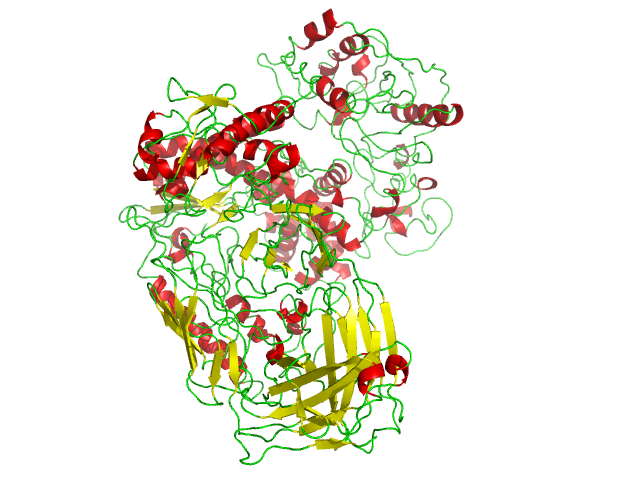
Структура ДНК-полимеразы Taq

Полимера́за — фермент, главной биологической функцией которого является синтез полимеров нуклеиновых кислот. ДНК-полимераза и РНК-полимераза синтезируют молекулы ДНК и РНК соответственно, в основном, путём комплементарного копирования родительских цепей ДНК или РНК.
Ферменты, ответственные за сборку других полимеров, не относят к полимеразам. К примеру, ферментативный комплекс, осуществляющий сборку аминокислот в белки, называется рибосомой, а не «белковой полимеразой».
Многие полимеразы, полученные из термофильных бактерий (например, Taq-полимераза из Thermus aquaticus) или архей, имеют большое значение для промышленности, так как широко используются в молекулярной биологии для проведения полимеразной цепной реакции.
Другие хорошо известные полимеразы:
- Терминальная дезоксинуклеотидилтрансфераза (Terminal Deoxynucleotidyl Transferase, TDT) обусловливает разнообразие тяжёлых цепей антител.
- Обратная транскриптаза — фермент, используемый, в частности, ретровирусами, например, ВИЧ; строит на исходной вирусной РНК комплементарную ей цепь ДНК, которая затем встраивается в ДНК клетки-хозяина. Она также является важной мишенью для противовирусных препаратов. Одной из разновидностей обратной транскриптазы является теломераза.